# Joey Badass
Jo-Vaughn Virgine Scott, född 20 januari 1995, mer känd under artistnamnet Joey Bada$$, är en amerikansk rappare, sångare, låtskrivare, skivproducent och skådespelare.
Badass är född och uppväxt i Brooklyn i New York. Han har tillsammans med Dirty Sanchez, Capital STEEZ, Power Pleasant och CJ Fly skapat hiphop-kollektivet Pro Era. Inom Pro Era har Badass släppt 3 mixtapes tillsammans med ett antal soloprojekt.
Badass slog igenom med sin debutmixtape 1999 som släpptes 12 juni 2012, följt av Rejex som släpptes 6 september samma år (2012) och Summer Knights, 1 juli året därpå (2013). 14 juli 2016 gjorde Badass sin TV-debut som gästskådespelare i andra säsongen av serien Mr. Robot. Han släppte sitt första studioalbum B4.Da$$ 20 januari 2015 och sitt senaste studioalbum All-Amerikkkan Bada$$ 7 april 2017.

## Bakgrund
Jo-Vaughn Virginie Scott föddes den 20 januari 1995 i East Flatbush, Brooklyn, New York, USA Scott har ursprung från ön St. Lucia i Karibien från sin moders sida och Jamaica från sin faders sida. Han växte sedan upp i området Bedford-Stuyvesant och studerade på Edward R Murrow high school, där han till en början tänkte studera skådespeleri men började engagera sig mer i musik runt nionde klass, med fokus på rapp. Trots att han inte började engagera sig i musik förrän i tonåren, så har musik och hiphop alltid varit en viktig del i hans liv. Redan vid två års ålder hade han memorerat hiphoplåten "Hypnotize" av The Notorious B.I.G. och Badass påstår sig ha skrivit sin första fullständiga låt när han var runt 10 år gammal.
Han startade sin rappkarriär under namnet JayOhVee, men ändrade det sedan till Joey Bada$$ för att han hoppades att det skulle dra till sig mer uppmärksamhet till lyssnarna via sociala medier. Badass kände också att hans syn på världen ändrades och att ett namnbyte därför var nödvändigt.
Under våren år 2011, lanserade Badass hiphopkollektivet Pro Era, även känt som Progressive Era, tillsammans med artisten CJ Fly. Pro Era skapades och utvecklades av artisterna och high school-vännerna Capital STEEZ, Dirty Sanchez och Power Pleasant. Pro Era har sedan utvecklats till att bli ett skivbolag liksom klädmärke.

## Musikkarriär
I oktober 2010 laddade Joey Badass upp en video där han freestylade på youtube. Videon spred sig och publicerades av den amerikanska hiphopsidan World Star Hip Hop, vilket satte hans namn på kartan. Videon väckte i sin tur uppmärksamhet hos ordföranden för Cinematic Music group, Jonny Snipes som kort därefter blev Badass manager.
Den 12 juni 2012 släppte Badass sin debutmixtape 1999. Mixtapen spred sig snabbt, vilket gjorde hans namn populärt och välkänt både på gatorna och i musikvärlden. 1999 utnämndes som det 38e bästa albumet från 2012 av Complex Magazine och som bästa mixtape från 2012 av HiphopDX. Vad som framförallt stack ut från mixtapen var Badass förmåga till lyrik och textskrivande, samt hans nostalgiska sound. Trots Joey Badass framgång från 1999 så släpptes inte mixtapen på officiella streaming plattformar förrän 2018. Den 6 september samma år (2012) släppte han ännu en mixtape under namnet Rejex, som innehöll alla låtar som inte kom med i 1999.
Han fick samma år möjlighet att medverka på A$AP Rocky s låt 1 Train, bland annat tillsammans med rap och hiphop-artisterna Kendrick Lamar, Action Bronson, Big K.R.I.T. med flera. Detta samarbetet gav Badass stor uppmärksamhet och hans namn växte allt större.
1 juli 2013 släppte Badass sit tredje mixtape, Summer Nights, som vid publiceringen debuterade som nummer 48 på US Billboard listan.
I augusti 2014 gjorde Badass sin debut som skådespelare, i kortfilmen No regrets, regisserad av Rik Cordero, där han spelade sig själv. I en intervju med Shade 45 Radio i mars 2016, berättade han att det har varit hans dröm att få skådespela sedan han gick i åttonde klass och att hans musik har gjort det enklare för honom att nå den drömmen.
Den 13 januari 2015 var Badass med i talkshowen The Tonight Show framförd av Jimmy Fallon, där han live uppträdde med låten “Like me” från sitt kommande album, tillsammans med BJ the Chicago Kid, The Roots och Statik Selektah. Bara en vecka senare, på hans 20 födelsedag (20 januari), släppte han sitt första studioalbum B4.DA.$$ (uttalat before the money), som hamnade på en 5:e plats på US Billboard 200:s lista med världens mest spelade album.
Badass gjorde sin TV-debut den 4 juli 2016, i den andra säsongen på den populära serien Mr. Robot. I serien spelar han den återkommande rollen Leon, som är nära vän med huvudkaraktären Elliot (spelas av Rami Malek).
Den 26 maj släppte Badass singeln “Devastated” som senare blev del av hans album All-Amerikkkan Bada$$. Låten pikade som nummer 25 på Bubbling Under Hot 100 Singles lista, vilket blev hans högsta placerade singel någonsin som soloartist. Den 7 april 2017, släppte Badass sitt andra studioalbum vid namn All-Amerikkkan Bada$$, som bland annat gästades av artister som J.Cole, ScHoolboy Q och Styles P.

## Diskografi
- 1999 (2012)[21]
- Rejex (2012)[25]
- Summer Knights (2013)[7]
- B4.DA.$$ (2015)[31]
- All-Amerikkan Badass (2017)[35]
- 2000 (2022)